# سمسار السلع
سمسار السلع هو شركة أو فرد ينفذ أوامر شراء أو بيع عقود السلع نيابة عن العملاء ويتقاضى منهم عمولة. يُطلق على الشركة أو الفرد الذي يتداول لحسابه الخاص اسم المتداول. تتضمن عقود السلع العقود الآجلة والمشتقات المالية المماثلة.

## الأنواع
- وسيط / تاجر.
- تاجر عمولة العقود الآجلة.[4]
- الوسيط المُعرّف.[5]
- مستشار تداول السلع.[6]
- مشغل مجمع السلع.[7]
- ممثل السلع المسجل / الشخص المنتسب.[8]